# 雙腳生活
《雙腳生活》（韓語：두발라이프），為韓國SBS Plus電視台於2018年推出的綜藝節目，由李壽根、柳真、起範、黃寶拉、Sleepy等人共同主持，節目主軸為觀察明星們的生活的真人秀，明星們將與至親、家人、同事等以多種風格展現多彩的徒步生活。

## 外部連結
- Daum上《雙腳生活》的資料